# GK設計
GK設計、株式会社ジイケイ設計（じいけいせっけい）は日本のデザイン会社。GKデザイングループ。
「都市景観から、公共の場に必要な装置や道具に至るまで、総合的デザインを実践する創造集団」として、生活空間デザインおよびパブリックデザイン全般を主業務としている。

## 概要

### 所在地
- 本社:東京都新宿区上落合（地域計画部,建築設計部,道具デザイン部,環境デザイン部）
- 関西事務所：京都府京都市

### 沿革
- 1982年（昭和57年）7月設立

### 登録
- 建設コンサルタント登録（都市及び地方計画部門、建設環境部門）
- 一級建築士事務所 東京都知事登録

## 事業内容と代表作
下記に関するデザインとデザイン関連業務、調査研究とコンサルティング、デザイン監理、その他一切の付帯業務をおこなっている。

### 都市、地域等屋外環境類に関する計画と設計
- 中国・青島国際公募都市計画コンペティション最優秀
日総建グループ「日本都市総合設計連合体」で環境景観設計を担当
- 花巻駅周辺地区市街地整備
日本都市計画学会計画設計賞受賞
- 丸亀駅周辺地区都市設計
- 日本都市総合研究所、環境エンジニアリングらと:香川県丸亀市
1992年（平成4年）:完了
1994年（平成6年）:手づくり郷土賞
1994年（平成6年）:世界都市博覧会東京フロンティア基本計画
1999年（平成11年）:川崎新百合丘景観条例策定
- 水戸市泉町地区都市景観形成基本計画
水戸市都市計画課都市デザイン室:1998年（平成10年）
- 六甲道駅南地区震災復興第二種市街地再開発事業における都市デザイン
六甲道都市環境デザイン調整会議(環境開発研究所、アール・アイ・エー、安井建築設計事務所、日本設計、現代計画研究所大阪事務所、ジオ・アカマツ、ヘッズ)として第10回 2007年（平成19年）度関西まちづくり賞
- 幕張新都心環境計画環境デザインマニュアルの作成 :[千葉県千葉市美浜区・千葉県企業庁．（財）都市計画協会  CGシミュレーション 1987年（昭和62年）]
- 静岡県西伊豆町環境計画まちづくりデザインコンサルティング、マスタープラン
静岡県賀茂郡西伊豆町．1988年（昭和63年） - 1994年（平成6年）
- 深圳北駅周辺地区総合昇格設計

### サイン、ストリート、ファニチャー、街路、広場に関する計画と設計
- 松本城宮渕新橋上金井線改良事業街路空間のデザイン/松本城周辺道路景観整備事業・松本城周辺市街地環境整備
1990年（平成2年） - 1993年（平成5年）:大谷研究室ほか. 日本デザイン学会特選賞、全国街路事業コンクール建設大臣賞、(財)都市づくりパブリックデザインセンター「都市景観大賞」入賞 （舗装、橋梁、照明、路上工作物等）
- 晴海通り整備計画における都市装置デザイン
1993年都市景観大賞
- 富山ライトレール富山港線 駅や車両などのトータルデザイン 
島津環境グラフィックス有限会社とのデザインチーム,AACA賞,サインデザイン大賞経済産業大臣賞受賞,都市景観大賞,2008年度,土木学会デザイン賞,最優秀賞と優秀賞
- 東京都西新宿地区環境デザイン計画設計
- 北御門いざないのこみち整備事業
三重県伊勢市
1995年（平成7年）:北御門いざないのこみち整備事業
1996年（平成8年）:伊勢古市昔街道整備事業
1997年（平成9年）:月夜見宮プロムナード整備
- おはらい町「石畳の道」整備
1993年（平成5年）:三重県伊勢市
- 十日市場駅駅前広場周辺整備
神奈川県横浜市緑区十日市場町
1990年（平成2年）:神奈川県横浜市
- 難波駅駅前広場整備:大阪市南区難波
1988年（昭和63年）:(財)大阪市土木技術協会
- 千葉ニュータウン100メートル道路沿道空間デザイン指針
- 名塩駅前広場整備
兵庫県西宮市塩瀬町名塩
1989年:旧都市基盤整備公団
- さいたま新都心共通サインシステム
2001年（平成13年）:グッドデザイン賞
商品デザイン部門住軽日軽エンジニアリング製品
- 鹿島神宮駅前参道
1978年（昭和53年）:茨城県
- 和泉中央駅北側仮設歩行者用デッキ
- 三井不動産パークシティ守谷・戸頭アプローチ道路 パークシティ守谷環境計画広場、道路、サイン等の計画・設計/住宅の色彩計画 
1985年（昭和60年）:第1回人間道路会議賞
- 横浜市中心市街地サイン計画
第36回SDA賞・パブリック部門
- 横浜市中心市街地 歴史建造物解説サイン・横浜市関内地区
第38回SDA賞・パブリック部門.パシフィックコンサルタンツ. 東邦ロード株式会社、ステーション工業らと
- 仙台市歩行者系公共サイン計画
第36回SDA奨励賞・パブリック部門
- 仙台市公園案内用歩行者系サイン整備計画（水の森公園／七北田公園）
第38回SDA賞・パブリック部門
- 東京都臨海副都心道路景観整備
1993年（平成5年） - 1994年（平成6年）:アーバンデザインコンサルタント・アプル総合計画事務所・LPA・CPC.と共同
- NTT都市開発・大手町ファーストスクエア広場
1997年（平成9年）:東京都,ウシオスペック,竹中工務店らと
- 新クアラルンプール国際空港
黒川紀章建築都市設計事務所,Akitek Jururancang (Malaysia) Sdn. Bhd.,パシフィック・コンサルタンツ・インターナショナル,Sepakat Seita Perunding Sdn.Bhd.Ranhill Bersekutu Sdn. Bhd.,アーバンデザインコンサルタント,Arklandskapらに協力
- 東京都荒川区白鬚西地区・荒川区画街路5号線景観設計
ETCトールゲート景観計画
- 「つなぐ」サイン―日経ビル・JAビル・経団連会館全体共用部サイン計画
第44回SDA賞・パブリック部門
- 国営昭和記念公園のサイン
- 木津南センター前地区デザイン
旧都市基盤整備公団関西支社．平成11年度都市景観大賞
- 東日本フェリーターミナルサイン計画
函館市、青森市 第42回SDA賞・パブリック部門
- INAXアーバントイレUBT-3(R),(L)
1989年:グッドデザイン金賞,商品デザイン部門
- 岡村製作所ベンチE112AB / くず入れE123AB
- 岩崎電気アイバードHTJL1511EC
2006年（平成18年）:グッドデザイン賞
- インテリジェント,バスストップ
2001年（平成13年）:グッドデザイン賞商品デザイン部門
- 福岡市内一円の広告付きバステラス
エムシードゥコー・西日本鉄道らと福岡市第23回都市景観賞
- 愛・地球博の来場者サービス環境計画・サイン計画
2005年（平成17年）:グッドデザイン賞. 第39回SDA賞を受賞
- 筑波研究学園都市ゲート
土木学会デザイン賞2001 優秀賞
- 広告付バス停留所上屋(B-Stop）
エムシードゥコー、名古屋市都市景観賞．2005年度グッドデザイン賞新領域デザイン部門
- 沼津駅北口広場
旧地域振興整備公団 静岡東部特定再開発事務所．景観デザイン統括は秋山哲男/首都大学東京都市環境科学研究科. 土木学会デザイン賞優秀賞
- おゆみ野駅 駅舎・駅前広場景観設計
千葉市緑区 事業者は旧住宅・都市整備公団.土木学会デザイン賞優秀賞
- 公都プラザ・サイン設計
- 足立区新田三丁目地区照明デザイン
- ヨコハマポートサイド地区環境デザイン計画
公共の色彩賞
- 金門電気（現 MARUWA SHOMEI） KXシステム型道路照明柱
1994年グッドデザイン・景観賞／公共空間部門
- 金沢シーサイドタウン団地サイン
旧住宅・都市整備公団関東支社．横浜市まちなみ景観賞第1回受賞
- 派新田間川環境整備/歩行者空間のネットワークづくり(1.西鶴屋橋,2.二之橋,3.北幸橋) 西区北幸町〜神奈川区鶴屋町
1988年（昭和63年）:西鶴屋橋
1992年（平成4年）:二之橋サウンドスケープ装置などを取り入れ
- 横浜博覧会メインゲート・ゲートシェルター
- 南草津駅西口パブリック・デザイン
立命館大学平尾研究室、都市パブリック・デザインセンターらと
- 緊急災害用快適仮設空間 クイックスペース72h
2010年グッドデザイン賞受賞：第一建設株式会社製品
- 西宮北口駅南地区高松公園実施設計
2006年（平成18年）:ベステックが土木設計協力
- 多摩モノレール
- 1988年（昭和63年）:広島駅前大橋設計コンペティション最優秀賞（GK設計チーム）
- 秋田新都市環状線橋梁景観デザイン
旧地域振興整備公団
- 荒川区画街路5号線景観設計
- 東京都荒川区白鬚西地区 GK設計須田武憲
- 京都府・西舞鶴追手紺屋町線美装化事業
- 三条通りプロムナード整備事業・共架型アーケードの計画・設計など
1995年（平成7年）:舞鶴市,三条商店街振興組合
池袋サンシャイン60通り整備計画・商店街のモール化,1993年（平成5年）:財団法人豊島区街づくり公社
- 三井不動産(株)／(株)三井の森フォレストカントリークラブ・アプローチ道路環境整備 道路計画・設計（橋梁、トンネル、擁壁、ガードレール等） 
1990年（平成2年）:長野市茅野市豊平字東嶽
- 福島県福島市土湯温泉町・東吾妻橋環境整備・コミュニティー広場として機能する橋梁の改良設計
1995年（平成7年）:福島県県北建設事務所
- 東京都臨海副都心道路景観計画
- 東京都憩いのスポット計画
- 国際文化公園都市・都市軸景観計画
- 東京国際展示場サイン計画
- 西伊豆浮島海岸トイレパーク
- 山形県米沢市・片子地下横断歩道のデザイン
- 六甲道南地区公共・半公共空間デザイン基本計画作成
1997年（平成9年）:神戸市 (株)ヘッズらと．

### 建築の計画と設計
- 目黒区美術館
1985年（昭和60年） - 1987年（昭和62年）竣工,日本設計事務所に、杉本貴志（スーパーポテト）と設計協力
- 西伊豆町立伊豆海幼稚園
- 目白大学
1995年（平成7年）埼玉都市景観賞
- 軽井沢高原文庫・塩沢湖レイクランド（旧塩沢遊園）
- ペイネ美術館・アントニン・レーモンド「夏の家」移築再生
- 松本木工館
- さるやビル
- 御茶ノ水駅設計コンペティション佳作
1989年GK設計チーム
- クリスタ長堀. の設計
- 道具庵
新建築「2007年の建築風景」50に選出
- アルミの家
- 井田子水門建築設計・照明計画
1991年（平成3年）:北米照明学会賞,Award of Merit受賞
- 青山Mビル
- 西江邸
- マイフレンド熱海
山岡設計と
- グリッドシェルフ
山本理顕設計工場に協力

### 博物館や商業施設、展示設備の計画と設計、グラフィックス、CI計画と設計
- 日本航空JALカウンター表示のデザイン
- 富士通OAショールーム企画デザイン
丹青社施工．名古屋市都市景観賞
- 横浜市風力発電施設グラフィックデザイン
第41回SDA賞・パブリック部門

### 機器類等、家具什器諸道具類の計画と設計
- 三洋電機プロダクトアイデンティティ計画